# Isla
Isla (en francès Isle) és un municipi francès del departament de l'Alta Viena, a la regió de la Nova Aquitània.

## Demografia
| 1962                                       | 1968  | 1975  | 1982  | 1990  | 1999  | 2007  |
| ------------------------------------------ | ----- | ----- | ----- | ----- | ----- | ----- |
| 2.909                                      | 4.372 | 5.808 | 6.863 | 7.292 | 7.691 | 7.517 |
| Des de 1962: població sense dobles comptes |       |       |       |       |       |       |

## Administració
| Període   | Identitat         | Partit |
| --------- | ----------------- | ------ |
| 1925-1937 | Joseph Cazautets  | SFIO   |
| 1937-1944 | Lucien Frugier    | SFIO   |
| 1944-1948 | Claude Mangematin | PCF    |
| 1948-1953 | Léonard Boissard  | PCF    |
| 1953-1995 | Robert Laucournet | PS     |
| 1995-2008 | Marcel Faucher    | PS     |
| 2008-     | Gilles Bégout     |        |

## Agermanaments
- Gunzenhausen